# 围棋棋手师承关系
围棋棋手师承关系，是指在围棋棋手中的师承关系。
大部分围棋棋手都有自己的老师，但围棋的师承关系不像传统艺术那么明显。一般认为，日韩的围棋师承关系较为严格，甚至达到徒弟必须住在师傅家的“内弟子”程度，典型的例子是曹薰铉和李昌镐的师徒关系；而由于中国棋院的类似国家队的制度，中国的围棋师徒关系相对比较松散，达到“内弟子”程度的只有罗建文与罗洗河。不过聂卫平与他的弟子们有签有合同，并且规定了奖金分成制度，因此受到争议。

## 各国门派
木谷门是世界围棋最大的门派，段位合计超过五百段，旗下的“六大超一流”曾横扫世界棋坛，木谷实也被视为一代围棋宗师。在中国，聂卫平的徒弟最多，实力最强，收徒最正规， 聂也被视为中国的木谷实。
- 濑越宪作
  - 桥本宇太郎
  - 吴清源
    - 林海峰
      - 张栩

    - 芮迺伟

  - 藤泽秀行
    - 高尾绅路
    - 三村智保
    - 森下直棋

  - 曹薰铉
    - 李昌镐

- 鈴木為次郎
  - 木谷实
    - 大竹英雄
    - 加藤正夫
    - 石田芳夫
    - 武宫正树
    - 小林光一
      - 河野临

    - 赵治勋
    - 小林觉
      - 孔令文

- 聂卫平
  - 常昊
  - 周鹤洋
  - 王磊
  - 刘菁
    - 时越

  - 王煜辉
  - 刘世振
  - 古力
  - 刘熙
  - 唐莉
  - 鲁佳
  - 檀啸
  - 孟昭玉

- 罗建文
  - 罗洗河